# Ероп I Македонски
Ероп I (на старогръцки: Ἀέροπος Αʹ ὁ Μακεδών) от династията Аргеади е цар на Древна Македония през 602 – 576 г. пр. Хр. и син на цар Филип I.
Той е още бебе, когато баща му Филип I умира. Това използват илирийците и нападат Македония. След първоначалните успехи на илирийците, македоните занасят техният цар с люлката му на фронта и след известно време ги изтласкват назад.
След 26 години управление той умира и на трона идва неговият син Алкет I.